# 三条岘乡
三条岘乡，是中华人民共和国甘肃省临夏回族自治州永靖县下辖的一个乡镇级行政单位。

## 行政区划
三条岘乡下辖以下地区：
青和村、塔什堡村、下庄村、三条岘村和红岘子村。